# Ralingue
Dans le domaine de la marine à voile, une ralingue est un cordage cousu sur le bord d'une voile pour la renforcer. Dans le domaine de la pêche, une ralingue est un cordage qui maintient tendu le bord supérieur ou inférieur d'un filet de pêche et/ou contribue à le renforcer.

## Étymologie
De l'ancien scandinave "rárlik" qui se décompose en "rá" (vergue) et "lik" (bordure de voile).

## Sémantique
En voilerie, la ralingue est cousue par un artisan appelé voilier (au sens de la profession de voilier), qui se sert traditionnellement pour cela d'une paumelle pour pousser une grosse aiguille.
Ralinguer est l'action de coudre ou de réparer la bordure d'une voile avec ce cordage,. Ralinguer désigne aussi l'action de mettre une voile parallèle au vent, pour qu'elle ne se gonfle pas. Par extension, ralinguer se dit d'une voile qui claque au vent sans se remplir.